# 林震 (萬曆進士)
林震（1557年—？），字宙侯，號元東，廣東瓊州府瓊山縣人，民籍，明朝政治人物。

## 生平
萬曆四年（1576年）丙子科廣東鄉試二十三名，萬曆十四年（1586年）丙戌科會試二百十七名，登三甲第二百三十九名進士。吏部观政，丁憂歸。十七年授南京户部主事，二十一年升本部郎中，本年調南吏部稽勳司郎中，二十三年二月升广西右参议，二十四年十月升四川副使、分巡川北，二十六年京察調簡。

## 家族
先祖林裕。曾祖林昕；祖父林世卿；父林介，曾任廩生。母周氏。慈侍下。弟林健、林獲、林夔、林虔、林巽。